# Đường nối cảng Ninh Phúc
Đường nối cảng Ninh Phúc (hay quốc lộ 35) là tuyến đường quan trọng nằm trong danh sách các tuyến đường quốc lộ Việt Nam theo Quy hoạch phát triển giao thông vận tải đường bộ đến năm 2020, định hướng đến năm 2030. Đường nối cảng Ninh Phúc là tuyến quốc lộ ngắn nhất ở Việt Nam với tổng chiều dài 6 km.
Tuyến quốc lộ 35 hay Đường nối cảng Ninh Phúc có điểm đầu nằm trên Quốc lộ 1, gần cầu Vòm, qua các phường Ninh Phong, Ninh Sơn, Ninh Phúc và kết thúc ở cảng Ninh Phúc đều của thành phố Hoa Lư. Quốc lộ 35 đi qua làng nghề mộc Ninh Phong, làng hoa Ninh Phúc, khu công nghiệp Phúc Sơn, đồn Biên phòng cửa khẩu cảng Ninh Bình, siêu thị Big C Ninh Bình, khu công nghiệp Khánh Phú...
Theo Quyết định 356/QĐ-TTg Quy hoạch phát triển giao thông đường bộ Việt Nam đến năm 2020 và định hướng đến năm 2030 thì đường nối cảng Ninh Phúc được duy trì là đường quốc lộ với tiêu chuẩn đường cấp II. Hiện nay tuyến đường đã được xây dựng và cũng là một trong những tuyến đường tránh thành phố Hoa Lư với tên gọi là đường Trần Nhân Tông.
Trước đây, tuyến đường này là một phần của đường nối cao tốc Cầu Giẽ – Ninh Bình với Quốc lộ 1 trong giai đoạn 2015 – 2022; sau khi đường cao tốc Cao Bồ – Mai Sơn được hoàn thành, tuyến đường được kết nối với cao tốc thông qua nút giao tại xã Khánh Hòa.